# Homoneura strigata
Homoneura strigata är en tvåvingeart som först beskrevs av de Meijere 1910.  Homoneura strigata ingår i släktet Homoneura och familjen lövflugor. Inga underarter finns listade i Catalogue of Life.